# Волковце
Волковце (словац. Volkovce) — село в окрузі Комарно Нітранського краю Словаччини. Площа села 11,6 км². Станом на 31 грудня 2015 року в селі проживало 1008 жителів.

## Історія
Перші згадки про село датуються 1209 роком.

## Населення
| Рік:            | 1994. | 2004.   | 2014.   | 2024.   |
| --------------- | ----- | ------- | ------- | ------- |
| Кількість осіб: | 1014  | 1011    | 1020    | 1006    |
| Різниця:        |       | -0,29 % | +0,89 % | -1,37 % |

| Рік:            | 2023. | 2024.   |
| --------------- | ----- | ------- |
| Кількість осіб: | 1001  | 1006    |
| Різниця:        |       | +0,49 % |